# Galeana (djur)
Galeana är ett släkte av fjärilar. Galeana ingår i familjen nattflyn.
Kladogram enligt Catalogue of Life:
| Galeana | \| \| Galeana basilinea \| \| \| \| \| \| Galeana midas \| \| \| \| |
|         | \| \| Galeana basilinea \| \| \| \| \| \| Galeana midas \| \| \| \| |
|         | Galeana basilinea                                                   |
|         |                                                                     |
|         | Galeana midas                                                       |
|         |                                                                     |